# Тинавин-Виса
Тинавин Виса (чеч. Туьнин Вуьса) — легендарный предок представителей тайпа Цонтарой (чечен. ЦӀонтарой), герой чеченского устного творчества.

## Биография
Уроженец селения Тийста, расположенного в исторической области Нашха, являлся внуком известного чеченского старейшины Молкха. В эпоху второй волны миграции из Нашхи, охватывающей временной промежуток с середины XVI по начало XVII века, Виса, в сопровождении своего отца Тина, переселился в Нохчмохк. Виса обосновался в селении Цонтарой, которое стало системообразующим центром Чечни, на вершине горы «Борз угIу корта».
Известен как законотворец. В середине XVII века по его инициативе в Цонтарое на вершине Кхеташон-Корта был созван Мехк-кхел. На этом собрании были разработаны и приняты важные изменения в судебной и правовой системах (адат).
Был избран главой Мехк-кхела, главой страны (чечен. Мехка-да) и главнокомандующим вооруженными силами (чечен. Туьран-да).
При нём началось расселение в Чечне и Ингушетии чеченцев, которые оттеснили из этих земель калмыков.
По мнению некоторых исследователей платил дань кумыкскому хану Султан-Муту.